# Den store tiltrækker
Den store tiltrækker (eng. The Great Attractor) er et gravitationscenter i universet. Det er en massesamling, som kan observeres på gravitationspåvirkningen, den har på omgivelserne. Omgivelserne er her målt i hundreder mio af lysår. Virgo-superhoben, der indeholder Mælkevejen, bliver "tiltrukket" med 631km/s. Massen af Den store tiltrækker er usikker. Muligvis 10.000 gange Mælkevejens masse.
Mælkevejen, Den store tiltrækker og Virgo-superhoben er en del af Laniakea-superhoben.
Den store tiltrækker ligger i Mælkevejens plan i en afstand af 150 mio lysår til 250 mio lysår i et område dækket af stjernetegnene Den sydlige trekant og Vinkelmåleren. Området domineres af Normahoben (Abell 3627), der ligger i en afstand af 220 mio lysår. Normahoben udsender mange radiobølger.
Muligvis påvirkes Virgo-superhobens bevægelse også af Shapley-superhobens gravitation. Shapley-superhoben ligger i stjernebilledet Kentauren i en afstand af 650 mio lysår.
Placeringen i Mælkevejens plan gør Den store tiltrækker svær at observere. Radiobølgelængder kan dog observeres.
Virgo-superhoben, Den store mur med bl.a. Comahoben, og Hydra-Kentaurus-superhoben bliver bremset af Den Store tiltrækker.
Universets udvidelse medfører at galaksernes lys rødforskydes. For galaksehobene, der omgiver Den store tiltrækker er rødforskydningen mindre pga Den store tiltrækkers gravitationspåvirkning.